# Петър Павлов (революционер)
Вижте пояснителната страница за други личности с името Петър Павлов.
Петър Павлов, известен като Облаковчето, е български революционер, деец на Вътрешната македоно-одринска революционна организация.

## Биография
Роден е в битолското село Облаково, тогава в Османската империя. Присъединява се към ВМОРО и става битолски войвода през 1910-1911 година. По време на Балканската война в 1912 година е четник в партизански отряд № 20 на Македоно-одринското опълчение, начело със Славчо Пирчев. След Междусъюзническата война е отново войвода в Битолско. Убит през 1913 година в окупирана Македония.